# Касанова, Эдуардо
Эдуардо Касанова Вальдеита (исп. Eduardo Casanova Valdehíta; род. 24 марта 1991, Мадрид, Испания) — испанский актёр, сценарист и кинорежиссёр
.

## Биография
Эдуардо Касанова родился 24 марта 1991 года в Мадриде (Испания). В 2005 году 12-летним дебютировал как актёр, снявшись в телесериале «Аида», где сыграл роль владельца магазина Фиделя, что сделало Эдуардо популярным. С того времени снимается в кино и на телевидении, играет в театре. В 17 лет за собственные средства снял свой первый короткометражный фильм «Тревога». После этого снял ещё несколько короткометражек, музыкальных клипов и рекламных роликов.
В 2016 году Эдуардо Касанова как режиссёр и сценарист дебютировал полнометражным фильмом «Кожа», рассказывающим о проблемах людей с различными формами увечий. В феврале 2017 года лента принимала участие в секции «Панорама» на 67-м Берлинском международном кинофестивале.